# Lista gatunków roślin objętych ochroną w Polsce (1983–1995)
Lista stanowi zestawienie gatunków i rodzajów roślin objętych ścisłą (całkowitą) i częściową ochroną gatunkową w Polsce w latach 1983–1995. Zestawienie obejmuje gatunki chronione na podstawie rozporządzenia Ministra Leśnictwa i Przemysłu Drzewnego z dnia 30 kwietnia 1983 roku w sprawie wprowadzenia gatunkowej ochrony roślin (Dz.U. Nr 27 poz. 134).

## Ochrona ścisła (całkowita)

### PaprotnikiPteridophyta
| Nazwa polska        | Nazwa naukowa                                        | Uwagi |
| ------------------- | ---------------------------------------------------- | --- |
| długosz królewski   | Osmunda regalis                                      | – |
| języcznik zwyczajny | Phyllitis scolopendrium                              | – |
| pióropusznik strusi | Matteuccia struthiopteris (Matteucia struthiopteris) | – |
| podrzeń żebrowiec   | Blechnum spicant                                     | – |
| poryblin jeziorny   | Isoëtes lacustris                                    | – |
| poryblin kolczasty  | Isoëtes echinospora                                  | – |
| salwinia pływająca  | Salvinia natans                                      | – |
| skrzyp olbrzymi     | Equisetum telmateia (Equisetum maximum)              | – |
| widłak              | Lycopodium spp.                                      | Wszystkie gatunki. Dopuszczalne jest ścinanie kłosów zarodnikowych. W tym czasie do rodzaju widłak zaliczano wszystkich polskich przedstawicieli rodziny widłakowatych (Lycopodiaceae). |

### Rośliny nasienneSpermatophyta
| Nazwa polska                                | Nazwa naukowa                                    | Uwagi |
| ------------------------------------------- | ------------------------------------------------ | --- |
| arnika górska                               | Arnica montana                                   | – |
| barwinek pospolity                          | Vinca minor                                      | – |
| bluszcz pospolity                           | Hedera helix                                     | – |
| brzoza karłowata                            | Betula nana                                      | – |
| brzoza niska                                | Betula humilis                                   | – |
| brzoza ojcowska                             | Betula oycoviensis                               | – |
| chamedafne północna                         | Chamaedaphne calyculata                          | – |
| cis pospolity                               | Taxus baccata                                    | – |
| dziewięćsił bezłodygowy                     | Carlina acaulis                                  | – |
| dziewięćsił popłocholistny                  | Carlina onopordifolia                            | – |
| dzięgiel litwor (arcydzięgiel litwor)       | Angelica archangelica (Archangelica officinalis) | – |
| dyptam jesionolistny                        | Dictamnus albus                                  | – |
| gnidosz królewski                           | Pedicularis sceptrum-carolinum                   | – |
| gnidosz rozesłany                           | Pedicularis sylvatica (Pedicularis silvatica)    | – |
| goryczka                                    | Gentiana spp.                                    | Wszystkie gatunki, z wyjątkiem goryczki trojeściowej Gentiana asclepiadea.                                              |
| goździk                                     | Dianthus spp.                                    | Wszystkie gatunki, z wyjątkiem goździka kartuzka Dianthus carthusianorum oraz goździka kropkowanego Dianthus deltoides. |
| grążel drobny                               | Nuphar pumila (Nuphar pumilum)                   | – |
| grążel żółty                                | Nuphar lutea (Nuphar luteum)                     | – |
| groszek wschodniokarpacki                   | Lathyrus laevigatus                              | – |
| grzybieńczyk wodny                          | Nymphoides peltata (Limnanthemum nymphoides)     | – |
| jarząb brekinia                             | Sorbus torminalis                                | – |
| jarząb szwedzki                             | Sorbus intermedia                                | – |
| kłokoczka południowa                        | Staphylea pinnata                                | – |
| kosaciec                                    | Iris                                             | Wszystkie gatunki, z wyjątkiem kosaćca żółtego Iris pseudacorus (Iris pseudoacorus).                                    |
| kosatka kielichowa                          | Tofieldia calyculata                             | – |
| kotewka orzech wodny                        | Trapa natans                                     | – |
| len włochaty                                | Linum hirsutum                                   | – |
| len złocisty                                | Linum flavum                                     | – |
| lepnica litewska                            | Silene lithuanica                                | – |
| lilia złotogłów                             | Lilium martagon                                  | – |
| lobelia jeziorna                            | Lobelia dortmanna                                | – |
| lulecznica kraińska                         | Scopolia carniolica                              | – |
| łyszczec wiechowaty                         | Gypsophila paniculata                            | – |
| malina moroszka                             | Rubus chamaemorus                                | – |
| mieczyk błotny                              | Gladiolus palustris (Gladiolus paluster)         | – |
| mieczyk dachówkowaty                        | Gladiolus imbricatus                             | – |
| mikołajek nadmorski                         | Eryngium maritimum                               | – |
| miłek wiosenny                              | Adonis vernalis                                  | – |
| mlecznik nadmorski                          | Glaux maritima                                   | – |
| naparstnica zwyczajna                       | Digitalis grandiflora                            | – |
| niebielistka trwała                         | Swertia perennis                                 | – |
| omieg górski                                | Doronicum austriacum                             | – |
| orlik pospolity                             | Aquilegia vulgaris                               | – |
| ostnica                                     | Stipa                                            | Wszystkie gatunki. |
| ostrołódka kosmata                          | Oxytropis pilosa                                 | – |
| ostrożeń pannoński                          | Cirsium pannonicum                               | – |
| ożota zwyczajna                             | Galatella linosyris (Linosyris vulgaris)         | – |
| pajęcznica liliowata                        | Anthericum liliago                               | – |
| parzydło leśne                              | Aruncus dioicus (A. silvester)                   | – |
| pełnik europejski                           | Trollius europaeus                               | – |
| pierwiosnek omączony (pierwiosnka omączona) | Primula farinosa                                 | – |
| pluskwica europejska                        | Cimicifuga europaea                              | – |
| pomocnik baldaszkowy                        | Chimaphila umbellata                             | – |
| powojnik prosty                             | Clematis recta                                   | – |
| rojnik                                      | Sempervivum                                      | Wszystkie gatunki (do rodzaju rojnik zaliczano również gatunki uznanego później rodzaju rojownik Jovibarba).            |
| rokitnik zwyczajny                          | Hippophae rhamnoides                             | – |
| rosiczka                                    | Drosera spp.                                     | Wszystkie gatunki. |
| różanecznik żółty                           | Rhododendron luteum (Rhododendron flavum)        | – |
| sasanka                                     | Pulsatilla spp.                                  | Wszystkie gatunki. |
| sosna błotna                                | Pinus mugo nothosubsp. rotundata (P. uliginosa)  | – |
| sosna górska (kosodrzewina)                 | Pinus mugo (Pinus mughus)                        | – |
| sosna limba (limba)                         | Pinus cembra                                     | – |
| storczykowate                               | Orchidaceae                                      | Wszystkie gatunki. |
| szachownica kostkowata                      | Fritillaria meleagris                            | – |
| szafirek drobnokwiatowy                     | Muscari botryoides                               | – |
| szafirek miękkolistny                       | Muscari comosum                                  | – |
| szafran spiski                              | Crocus scepusiensis                              | – |
| szarotka alpejska                           | Leontopodium alpinum                             | – |
| szczodrzeniec zmienny                       | Chamaecytisus albus (Cytisus albus)              | – |
| śniedek baldaszkowaty                       | Ornithogalum umbellatum                          | – |
| śniedek cienkolistny                        | Ornithogalum collinum (Ornithogalum Gussonei)    | – |
| śnieżyca wiosenna                           | Leucoium vernum                                  | – |
| śnieżyczka przebiśnieg                      | Galanthus nivalis                                | – |
| tojad                                       | Aconitum spp.                                    | Wszystkie gatunki. |
| turówka wonna                               | Hierochloë odorata                               | – |
| warzucha polska                             | Cochlearia polonica                              | – |
| wawrzynek główkowy                          | Daphne cneorum                                   | – |
| wawrzynek wilczełyko                        | Daphne mezereum                                  | – |
| wężymord stepowy                            | Scorzonera purpurea                              | – |
| wiciokrzew pomorski                         | Lonicera periclymenum                            | – |
| wielosił błękitny                           | Polemonium coeruleum                             | – |
| wierzba borówkolistna                       | Salix myrtilloides                               | – |
| wierzba lapońska                            | Salix lapponum                                   | – |
| wiśnia karłowata                            | Prunus fruticosa (Cerasus fruticosa)             | – |
| woskownica europejska                       | Myrica gale                                      | – |
| wrzosiec bagienny                           | Erica tetralix                                   | – |
| zawilec narcyzowaty (zawilec narcyzowy)     | Anemone narcissiflora                            | – |
| zawilec wielkokwiatowy                      | Anemone sylvestris (Anemone silvestris)          | – |
| zerwa kulista                               | Phyteuma orbiculare                              | – |
| zimoziół północny                           | Linnaea borealis                                 | – |
| żmijowiec czerwony                          | Pontechium maculatum (Echium rubrum)             | – |

## Ochrona częściowa

### PaprotnikiPteridophyta
| Nazwa polska       | Nazwa naukowa      | Uwagi |
| ------------------ | ------------------ | ----- |
| paprotka zwyczajna | Polypodium vulgare | –     |

### Rośliny nasienneSpermatophyta
| Nazwa polska                                | Nazwa naukowa                               | Uwagi |
| ------------------------------------------- | ------------------------------------------- | ----- |
| bagno zwyczajne                             | Rhododendron tomentosum (Ledum palustre)    | –     |
| centuria pospolita                          | Centaurium erythraea (Centurium umbellatum) | –     |
| ciemiężyca biała                            | Veratrum album                              | –     |
| ciemiężyca czarna                           | Veratrum nigrum                             | –     |
| ciemiężyca zielona                          | Veratrum lobelianum                         | –     |
| goryczka trojeściowa                        | Gentiana asclepiadea                        | –     |
| grzybienie białe                            | Nymphaea alba                               | –     |
| grzybienie północne                         | Nymphaea candida                            | –     |
| kalina koralowa                             | Viburnum opulus                             | –     |
| kocanki piaskowe                            | Helichrysum arenarium                       | –     |
| konwalia majowa                             | Convallaria majalis (Convallaria maialis)   | –     |
| kopytnik pospolity                          | Asarum europaeum                            | –     |
| kruszyna pospolita                          | Frangula alnus                              | –     |
| mącznica lekarska                           | Arctostaphylos uva-ursi                     | –     |
| naparstnica purpurowa                       | Digitalis purpurea                          | –     |
| pierwiosnek lekarski (pierwiosnka lekarska) | Primula veris (Primula officinalis)         | –     |
| pierwiosnek wyniosły (pierwiosnka wyniosła) | Primula elatior                             | –     |
| pokrzyk wilcza jagoda                       | Atropa belladonna                           | –     |
| porzeczka czarna                            | Ribes nigrum                                | –     |
| przytulia wonna (marzanka wonna)            | Galium odoratum (Asperula odorata)          | –     |
| turówka leśna                               | Hierochloë australis                        | –     |
| turzyca piaskowa                            | Carex arenaria                              | –     |
| wilżyna ciernista                           | Ononis spinosa                              | –     |
| zimowit jesienny                            | Colchicum autumnale                         | –     |